# 민사법
민사법(民事法)은 평등(平等) 및 대등(對等)의 입장에서 국민을 규율하는 대한민국 법률의 한 영역이다. 엄밀히 말해 민사 곧 사법 관계를 규율하는 민사법과 사인의 권리와 의무를 규정하는 사법은 서로 같지 않으나, 그것을 규율하는 실체법(실정법)이 같기 때문에 서로 혼용하여 쓰기도 한다. 민사법에 주로 대응하는 법은 형사법이지만, 때로는 상사법에 대응하는 의미로 쓰이기도 한다. 사법에 대응하는 법은 공법이다.

## 사법관계
사회생활은 국가의 법률관계로서 종횡(縱橫)으로 규율되고 있는데, 이 법률관계 중에서 평등·대등의 관계가 '사법관계(私法關係)'이며, 국가권력의 담당자로서의 입장에서는 자와 국가권력에 복종하는 자의 입장에 서는 자와의 관계가 '공법관계(公法關係)'라고 할 수 있다.
사법관계는 A와 B와의 관계에서, A의 입장에서 보면 B에 대하여 사권을 갖는 것이 되고, B의 입장에서 보면 그것에 대응하는 의무를 부담하는 것이 된다. 그리고 사권의 귀속자는 권리의 주체라고 불린다. 오늘날 모든 인간은 권리의 주체이지만 이른바 법인(法人) 도 마찬가지로 권리주체이고 이것이 오늘날에는 오히려 인간을 압도하고 있는 상태이다. 여기서 A가 사권을 가지고 있다는 것은 A가 B에 대하여 국가의 법률에 의해서 자신이 바라는 것을 강제적으로 시킬 수 있는 힘을 가지는 것이라든가, 일정한 이익을 향수(享受)하는 것을 인정시킬 수 있는 것이라고 할 수가 있는데, 이것은 한 국가의 평화로운 질서를 유지하기 위한 법률에 의한다는 점에서 생각하여도 알 수 있는 바와 같이 사회전체의 복리(福利)에 따르는 것이다.

## 사권의 분류
사권(私權)은 갖가지 입장에서 여러 종류로 분류된다.
재산권과 친권전자는 채권(債權)·소유권 등과 같이 재산상의 권리를 말하며, 후자는 부모의 자식에 대한 친권(親權), 비적출자(非嫡出子)의 부(父)에 대한 인지청구권(認知請求權), 부부의 이혼 청구권, 친자·부부·형제 등의 부양청구권을 말한다.
채권과 물권(物權)전자는 A가 B에게 일정한 작위(作爲)나 부작위(不作爲)를 청구할 수 있는 권리를 말하며, 후자는 A가 일정한 재산으로부터 타인을 배척하여 일정한 이익을 받는 것을 내용으로 하는 권리를 말한다. 물권으로서는 소유권이 가장 기본적인 것인데 수목(樹木)·건물 등의 소유를 목적으로 타인의 토지를 이용하는 지상권(地上權)이나 A의 토지를 B의 토지를 위하여 이용하는 것을 내용으로 하는 지역권(地役權)과 같은 용익물권(用益物權)과 타인의 재산을 채권의 변제확보의 목적으로 직접 지배하고 그것보다 우선 변제를 받을 수 있는 담보물권(擔保物權) 이 있다. 정신적 창조를 보호·장려하는 것을 목적으로 하여 독점적으로 이용하는 것을 내용으로 하는 특허권(特許權)·실용신안권(實用新案權)·저작권(著作權) 등은 물권적인 성질을 가지고 있으며 무체재산권(無體財産權)이라고 불린다.
청구권·지배권·형성권(形成權)·항변권(抗辯權)채권·부양청구권(扶養請求權) 등은 청구권, 소유권이나 친권 등은 지배권이다. 권리나 의무를 발생·소멸시키는 권리를 형성권, 권리의 주장을 저지(沮止)하는 권리를 항변권이라고 한다. 권리의 작용 면에서 본 분류이다.

## 민사 실체법
민법은 사법에 속하는 것인데 이 규율이 시행되는 지역이나 적용되는 사람과 사항에서 일반적이기 때문에 일반사법(一般私法)이라고도 불린다. 이에 대하여 상인이나 상행위에만 적용되는 상법(商法)은 특별사법(特別私法)이라고 불린다.

### 민법 (민사 일반법)
민법은 사인과 사법인 등 사적 법률주체 사이의 법률관계를 규율하는 사법(私法)의 일반법이다. 사인과 사법인 간의 법률관계는 거래관계를 위시하여 친족·상속관계가 그 중요내용을 이루며, 개개인의 의사와 법률에 의하여 형성해나가는 것이 원칙이다. 특히 민법은 사적자치의 원리가 지배하는 사인간의 생활관계 내지 법률관계를 주로 규율하며, 그 법률관계는 개인의 권리·의무라는 형태로 구성된다.
독일 등 대륙법계 국가의 경우에는 성문법으로 되어 있으나, 영국이나 미국 등 영미법계의 경우는 불문법으로 되어 있는 경우가 많다. 구성은 판덱텐(Pandekten) 방식이나 인스티투치오네스(Institutiones) 방식으로 되어 있으나, 판덱텐 체계에서는 대체로 물권법, 채권법, 가족법(친족법, 상속법) 등과 이에 대한 총칙 등의 구성요소를 가지는 것이 일반적이다.
- 민법총칙: 민법 제1편 총칙에 규정된 권리의 주체, 권리의 객체, 권리의 변동, 권리의 소멸 등을 다루는 분야이다.
- 물권법: 민법 제2편 물권에 규정된 점유권, 소유권, 용익물권과 담보물권 등 각종 물권의 내용과 효력 등을 다루는 분야이다.
- 채권법
  - 채권총론: 민법 제3편 채권 중에서 채권의 목적, 채권의 효력, 다수의 당사자가 관련된 채권관계, 채권의 양도, 채무의 인수, 채권의 소멸, 지시채권, 무기명채권 등을 규정하고 있는 제1장 총칙을 다루는 분야이다.
  - 채권각론: 민법 제3편 채권 중에서 제2장 이하에 규정된 계약과 사무관리, 부당이득, 불법행위 등 각종 채권의 발생원인을 다루는 분야이다.
- 가족법

### 민사 특별법
민법전은 민법법규의 대부분을 포함하고 있으나 그 전부를 망라한 것은 아니다. 여기서 특수·구체적 사항의 규율 및 민법제정 후의 사회정세의 변천에 대비하기 위하여 특별한 사항에 관한 규정이 필요하게 된다. 이것이 특별법이다. 한국의 경우, 특별법이 제정되기 전까지는 일본의 특별법을 의용하였다.
민사에 관한 특별법을 예로 들면 다음과 같다.
- 이자제한법(1962년 제정)
- 실화책임(失火責任)에 관한 법률(1961년 제정)
- 공장저당법(1961년 제정)
- 광업재단(鑛業財團)저당법(1961년 제정)
- 자동차저당법(1961년 제정)
- 항공기저당법(1961년 제정)
- 신탁법(1961년 제정)
- 외국인 토지법(1961년 제정)
- 신원보증법(1957년 제정)

또한 공법에 속하는 법률 속에도 민법법규가 많이 포함되어 있는데 그 예를 들면 다음과 같다.
- 특허법(1961년 제정)
- 저작권법(1957년 제정)
- 광업법(1951년 제정)
- 수산업법(1953년 제정)
- 하천법(1961년 제정)
- 토지수용법(1962년 제정)

그리고 민법전에 규정되어 있는 실체적인 민법법규를 구체화하기 위한 절차를 규정한 여러 가지의 민법부속법률이 있는데 그 예를 들면 다음과 같다.
- 부동산 등기법(1960년 제정)
- 호적법(1960년 제정)
- 공탁법(供託法)(1958년 제정)
- 유실물법(遺失物法)(1961년 제정)

## 민사 절차법
- 민사소송법
- 민사집행법

## 같이 보기
- 공법: 사법(私法)에 대응.
- 형사법: 민사법에 대응.
- 공권: 사권에 대응.
- 상법: 민법의 일부로 보기도 함.

## 참고 문헌
- 이 문서에는 다음커뮤니케이션(현 카카오)에서 GFDL 또는 CC-SA 라이선스로 배포한 글로벌 세계대백과사전의 "민법/총칙" 항목을 기초로 작성된 글이 포함되어 있습니다.